# Хлорид титана(IV)
Хлори́д тита́на(IV) (тетрахлори́д титана, четырёххло́ристый тита́н) — бинарное соединение титана и хлора с формулой {\displaystyle {\ce {TiCl4}}}. Обладает ковалентной полярной связью. При нормальных условиях — бесцветная подвижная прозрачная ядовитая жидкость, дымящая на воздухе.

## Физические свойства
- Температура кипения: 136,4 °C[2]
- Температура плавления: −24,1 °C
- Относительная плотность (вода = 1): 1,7
- Растворимость в воде — реагирует
- Давление паров, кПа при 21,3 °C: 1,3
- Относительная плотность пара (воздух = 1): 6,5
- Критическая температура 365 °C, критическое давление 5,01 МПа

## Химические свойства
Гидролизуется водой и водяным паром с выделением хлористого водорода и образованием оксидов и оксихлоридов титана. На этой реакции основано применение хлорида титана(IV) на флоте в качестве образователя дымовой завесы. Способен присоединять NH3, ароматические соединения, простые эфиры.
{\displaystyle {\mathsf {TiCl_{4}+2H_{2}O\rightarrow TiO_{2}+4HCl\uparrow }}}
Выше 500—600 °C окисляется О2 воздуха до ТiO2, в присутствии паров воды образуются также оксихлориды TiOCl2, Ti2O3Cl2.
Бурно реагирует с водой с получением ТiO2·nН2О, в качестве промежуточных продуктов образуются гидрат TiCl4·5H2O и гидроксохлориды Ti(OH)nCl4−n·xH2O. Растворим в этаноле и диэтиловом эфире.
При очень медленном добавлении воды с тщательным перемешиванием и охлаждением можно получить устойчивые концентрированные растворы TiCl4.
С парами воды при 300—400 °C даёт ТiO2.
Восстанавливается водородом Н2 и активными металлами до TiCl2 и TiCl3, затем до Ti.
В TiCl4 растворим хлор Сl2 (7,6 % по массе при 20 °C), незначительно растворим хлороводород НСl.
Смешивается во всех соотношениях с жидким НСl, а также с хлоридами Sn, С, Si.
Растворим в соляной кислоте при пропускании газообразного НСl с получением ярко-синего раствора гексахлортитановой кислоты (H2TiCl6).
С разбавленной серной кислотой H2SO4 образует TiOSO4, с концентрированной H2SO4 образует TiCl2SO4.

## Получение
Тетрахлорид титана можно получить взаимодействием диоксида титана с хлором в присутствии восстановителя (углерода):
{\displaystyle {\mathsf {TiO_{2}+2Cl_{2}+C\rightarrow TiCl_{4}+CO_{2}\uparrow }}}
Для получения TiCl4 высокой чистоты используют ректификацию и адсорбцию примесей на силикагеле.
В промышленности хлорид титана(IV) производится в процессе хлорирования, который предусматривает обработку титановой руды хлором. Реакция ильменита (FeTiO3) с хлором и углеродом (в виде кокса) происходит при температуре 900 °C:
{\displaystyle {\mathsf {2FeTiO_{3}+7Cl_{2}+6C\longrightarrow 2TiCl_{4}+2FeCl_{3}+6CO\uparrow }}}
После хлорирования полученный тетрахлорид титана очищают фильтрованием, гидролизом с помощью увлажнённого NaCl (удаление As), восстановлением медью, алюминием или сероводородом H2S (удаление ванадия, серы, хрома, органики), дистилляцией и ректификацией.

## Применение
Используют TiCl4 для получения титана, оксида титана, катализаторов (для полимеризации этилена и пропилена, для алкилирования ароматических углеводородов и др.) и как дымообразователь.
Также применяется:
- в производстве губчатого титана;
- в производстве пигмента — титановых белил;
- в качестве катализатора в химической промышленности (см. Катализаторы Циглера — Натта).

## Токсичность
Тетрахлорид титана токсичен при вдыхании паров и воздействии на кожу, поражает слизистые оболочки рта и верхних дыхательных путей, а также роговицы глаз. Вызывает ожоги кожи и бронхит. ПДК паров 1 мг/м3.